# NASAMS
NASAMS (Norwegian Advanced Surface to Air Missile System) je norveški protuzračni sustav srednjeg do velikog dometa. NASAMS je prvi sustav koji je upotrebljavao rakete AIM-120 AMRAAM (zrak-zrak) sa zemlje, koja je potom nazvana SL-AMRAAM (Surface-Launched AMRAAM).
 Trenutačno se koristi u dvanaest zemalja svijeta uključujući Norvešku, Australiju, Čile, Finsku, Nizozemsku, Španjolsku i SAD.

## Razvoj
Projekt NASAMS pokrenule su i ostvarile norveške tvrtke Konsberg Defence & Aerospace i Raytheon prvenstveno za Norveške kraljevske zračne snage. Sustav je proglašen operativnim 1998. godine, ali je uveden u uporabu još 1994/95. godine.

## Nadogradnja
Norveško ratno zrakoplovstvo je kasnije provelo nadogradnju sustava NASAMS, na NASAMS 2 koji je sredinom 2006. godine predan Norveškom ratnom zrakoplovstvu. Glavna razlika između te dvije verzije je ta da je NASAMS 2 upotrebljavao Link 16 (vojna, taktička mreža za razmjenu podataka), kao i bolji radar. Također, nadograđeni sustav koristi dvanaest lansera projektila za brže identificiranje i uništavanje meta. Može gotovo istodobno napasti pedeset i četiri različita cilja. Puna operativna sposobnost postignuta je 2007. godine.

## Opis
Ovisno o tipu rakete domet sustava je:
- AIM-120A/B: 55 – 75 km<
- AIM-120C-5: > 105 km
- AIM-120D (C-8): > 180 km

## Povijest korištenja
Sustav NASAMS je izvezen u Španjolsku i SAD, a nadogradnja, NASAMS 2 izvezena je u Finsku, Nizozemsku, Oman i Čile.
Nekoliko sustava korišteno je za osiguranje zračnog prostora iznad Washingtona, D.C., tijekom predsjedničke inauguracije SAD-a 2005. godine.

## Korisnici
Lista prikazuje korisnike sustava NASAMS (izuzimajući NASAMS 2)

### Trenutni korisnici
- Oman (naručeno)[9]
- Španjolska
- Sjedinjene Američke Države

### Bivši korisnici
- Finska – nadogradnja na NASAMS 2